# Selbstentladung
Selbstentladung bezeichnet von selbst ablaufende Vorgänge, die dazu führen, dass sich Batterien und Akkumulatoren mehr oder weniger schnell entladen, auch wenn kein elektrischer Verbraucher angeschlossen ist. Die Geschwindigkeit der Selbstentladung bestimmt, welcher Anteil der ursprünglich gespeicherten Ladungsmenge (Kapazität) nach Lagerung noch nutzbar ist. Die Selbstentladung gehört zu den wichtigsten Kenndaten von Batterien beziehungsweise Akkumulatoren. Die Kenntnis der Selbstentladung ist wichtig, um für bestimmte Anwendungen geeignete Batteriesysteme auszuwählen.

## Allgemeines
Grundsätzlich tritt Selbstentladung bei allen Batterien und Akkumulatoren auf. Ursachen sind Nebenreaktionen oder interne Kurzschlüsse. Nebenreaktionen in den Elektroden führen dazu, dass das elektrochemisch aktive Material verbraucht wird und dann nicht mehr für die Entladereaktion zur Verfügung steht. Nebenreaktionen werden oft durch Verunreinigungen verursacht oder beschleunigt. Interne Kurzschlüsse treten auf, wenn die elektrochemisch aktiven Materialien in Anode und Kathode in elektrischen Kontakt geraten und so direkt miteinander reagieren können. Dies ist bei mangel- oder schadhaftem Separator zwischen der Anode und Kathode der Fall.
Der aus der Selbstentladung resultierende jährliche Kapazitätsverlust kann zwischen weniger als 1 % und 100 % der ursprünglichen Kapazität betragen. Das Ausmaß der Selbstentladung kann von vielen Faktoren abhängen. Das elektrochemische System ist wesentlich für die Selbstentladung. In einigen Systemen mit geringer Selbstentladung bilden sich während der Lagerung Schutzschichten (Passivfilme) auf den Elektrodenoberflächen, die die weitere Selbstentladung verlangsamen. Die Geschwindigkeit der Selbstentladung ist von der Lagerzeit abhängig. In der Regel nimmt sie mit zunehmender Lagerzeit asymptotisch ab. Die Selbstentladung ist stark temperaturabhängig, ihre Geschwindigkeit steigt mit höherer Temperatur. Als Faustregel gilt, dass eine Temperaturerhöhung um 10 °C die Geschwindigkeit der Selbstentladung verdoppelt. Die reduzierte Selbstentladung bei tieferer Temperatur ist der Grund, weswegen für einige Batteriesysteme die Lagerung bei tiefen Temperaturen empfohlen wird. Das Ausmaß der Selbstentladung hängt oft vom Entladegrad, der das Verhältnis der bereits bei einer Entladung entnommenen Kapazität zur ursprünglichen Kapazität ist, ab.
Die Selbstentladung kann in der Ersatzschaltung als eine Parallelschaltung eines Widerstandes zur galvanischen Zelle ausgedrückt werden.

## Batterien
Die Selbstentladung bestimmt bei Batterien, auch als Primärzellen bezeichnet, die Lagerfähigkeit und wird bei Batterien üblicherweise auf ein Jahr bezogen. Die Selbstentladung ist bei Primärzellen deutlich kleiner als bei den wiederaufladbaren Akkumulatoren (Sekundärzellen). Bei sehr lange dauernden Entladungen mit kleinen Belastungen kann die nutzbare Kapazität durch Selbstentladung begrenzt sein. Deswegen sollen Primärbatterien für Anwendungen wie beispielsweise in Herzschrittmachern eine sehr kleine Selbstentladungsrate aufweisen.
| Batteriesystem                  | Selbstentladung pro Jahr bei 20 °C |
| ------------------------------- | ---------------------------------- |
| Lithium-Iod-Batterie            | um 0,06 %                          |
| Lithium-Eisensulfid-Batterie    | 1–2 %                              |
| Lithium-Mangandioxid-Batterie   | <1 %                               |
| Lithium-Thionylchlorid-Batterie | 1–2 %                              |
| Zink-Luft-Batterie              | 3 % (wenn versiegelt)              |
| Alkali-Mangan-Batterie          | ca. 6 %                            |
| Quecksilberoxid-Zink-Batterie   | 4 %                                |
| Silberoxid-Zink-Batterie        | 2–3 %                              |
| Zink-Braunstein-Zelle           | 7–10 %                             |

## Akkumulatoren
Die Selbstentladung von Akkumulatoren ist meist deutlich größer als von Primärbatterien und wird üblicherweise auf die Zeitspanne von einem Monat bezogen. Die Selbstentladungsrate hängt sowohl vom elektrochemischen System als auch von der Bauform beziehungsweise Ausführung des Akkumulators ab.
| Akkumulatorsystem                                        | Selbstentladung pro Monat bei 20 °C |
| -------------------------------------------------------- | ----------------------------------- |
| Lithium-Ionen-Akku                                       | ca. 4 %                             |
| Lithium-Polymer-Akku                                     | 4–5 %                               |
| NiMH-Akkumulator mit geringer Selbstentladung (LSD-NiMH) | 1–3 %                               |
| Bleiakkumulator                                          | 4–6 %                               |
| Nickel-Cadmium-Akku                                      | ca. 20 %                            |
| Nickel-Metallhydrid-Akku                                 | ca. 25 %                            |

NiMH-Akkumulatoren mit geringer Selbstentladung haben im Gegensatz zu gewöhnlichen NiMH-Akkus ein ähnliches Selbstentladeverhalten wie Primärbatterien. Bei neueren Generationen dieses Akkus beträgt die Selbstentladung nur 10 % bis 15 % pro Jahr. Daher kann bei Einsatz dieser Akkus z. B. eine Digitalkamera auch nach mehrmonatigem Nichtgebrauch einfach weiter betrieben werden, ohne sie zunächst wieder aufladen zu müssen. Im Gegensatz zu gewöhnlichen Akkus werden solche Akkus bereits aufgeladen geliefert und sind sofort einsatzbereit („Ready to use“). Dies wäre nicht möglich bei Akkus ohne diese spezielle Technologie.